# Ascendance de pente
Cet article court présente un sujet plus développé dans : Soulèvement orographique.

Écoulement de l'air et zone de courant ascendant (en vert) sur le versant d'une pente au vent.

Une ascendance de pente ou ascendance dynamique est une masse d'air ascendante créée quand le vent rencontre un obstacle, typiquement une pente montagneuse ou une falaise, assez large et haute pour dévier le vent vers le haut. Si le vent est assez fort, la remontée de la crête fournit une force ascendante suffisante pour que les planeurs , les deltaplanes, les parapentes et les oiseaux se maintiennent en l'air pendant de longues périodes ou parcourent de grandes distances en « remontant la pente ».
Cependant, la phénoménologie des ascendances de pente est complexe : des non-linéarités se produisent faisant que des descendances peuvent parfois se produire le long du versant au vent ainsi que des ascendances le long du versant sous le vent. Ceci est causé par la friction près du sol qui provoque des turbulences dans la couche limite atmosphérique et d'autres effets dus à la configuration du relief ou à la stabilité de l'air. 